# Luzula taurica
Luzula taurica är en tågväxtart som först beskrevs av V.I. Kreczetowicz, och fick sitt nu gällande namn av V.S. Novikov. Luzula taurica ingår i Frylesläktet som ingår i familjen tågväxter. Inga underarter finns listade i Catalogue of Life.